# Battaglia di Bereza Kartuska (1919)
La battaglia di Bereza Kartuska fu uno dei primi scontri fra l'esercito della Seconda Repubblica di Polonia e l'Armata Rossa ed è considerato da taluni storici come la prima battaglia della Guerra sovietico-polacca.
Il mattino del 14 febbraio 1919, 57 soldati e 5 ufficiali polacchi di un battaglione al comando del capitano Piotra Mienickiego, partendo dal villaggio di Prużany, attaccarono i 180 soldati dell'Armata Rossa che stazionavano a Biaroza (in polacco Bereza), una cittadina ad est di Brėst. Lo scontro si concluse il 16 febbraio con la vittoria dei polacchi che catturarono 80 soldati sovietici e due mitragliatrici.